# Regió d'informació de vol

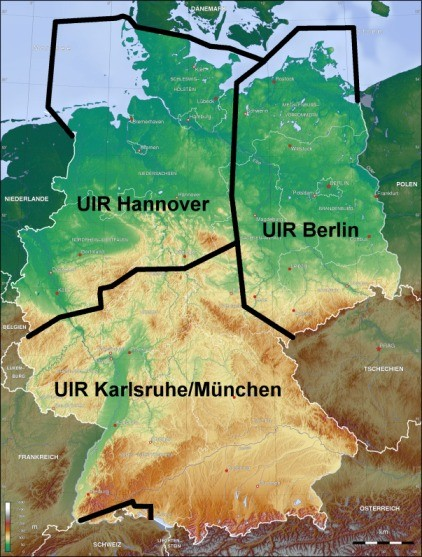
Regió d'informació de vol (FIR) Alemanya

En aviació, una regió d'informació de vol, (o FIR de l'anglès flight information region és una regió determinada de l'espai aeri en la qual es proporcionen un servei d'informació de vol i un servei d'alertes (ALRS). És la major divisió regular de l'espai aeri en ús en l'actualitat. Les FIR han existit des de 1947 com a mínim.
Cada porció de l'atmosfera pertany a una FIR específica. L'espai aeri dels països més petits està envoltada per una sola FIR; l'espai aeri dels països més grans es subdivideix en una sèrie de FIR regionals.
Algunes FIR abasten l'espai aeri territorial de diversos països. L'espai aeri oceànic es divideix en regions d'informació oceàniques i es delega a una autoritat de control que voreja aquella regió. La divisió entre les autoritats es fa per acord internacional a través de l'Organització d'Aviació Civil Internacional (OACI).
No hi ha una mida estàndard per a les FIR - és una qüestió de conveniència administrativa del país en qüestió. En alguns casos hi ha una divisió vertical de la FIR, en aquest cas la part inferior roman nomenada com a tal, mentre que l'espai aeri per sobre es diu regió d'informació superior (habitualment coneguda pel seu nom en anglès Upper Information Region (UIR).
Un servei d'informació i un servei d'alerta són els nivells bàsics de serveis de trànsit aeri, que proporcionen informació pertinent per a la realització segura i eficaç dels vols i alerten les autoritats competents si una aeronau es troba en perill. Aquests estan disponibles per a totes les aeronaus a través d'una FIR. Els nivells més alts de serveis de trànsit aeri i serveis d'assessorament i de control poden estar disponibles dins de certes parts de l'espai aeri dins d'un FIR, d'acord amb la classificació OACI de la part de l'espai aeri (pel que fa a la reglamentació nacional), i l'existència d'una autoritat degudament equipada per proporcionar aquests serveis.

## Les regions d'informació de vol a Catalunya
En espai aeri inferior (és a dir, per sota del FL 195) els països catalans estan dividits en quatre FIRs:
- Burdeus (codi LFBB), la part occidental de la Catalunya Nord.
- Marsella, (codi LFMM), la part oriental de la Catalunya Nord.
- Barcelona (codi LECB), la totalitat del territori de Catalunya i Andorra, la Franja de Ponent, el País Valencià i les Illes Balears.
- Roma (codi LIRR), la ciutat de l'Alguer, a Sardenya.

En espai aeri superior (per damunt del FL 195) la divisió és la següent:
- Burdeus (codi LFFF), total la Catalunya Nord.
- Barcelona (codi LECB), la totalitat del territori de Catalunya i Andorra, la Franja de Ponent, el País Valencià i les Illes Balears.
- Roma (codi LIRR), la ciutat de l'Alguer, a Sardenya.